# Phyprosopus pura
Phyprosopus pura là một loài bướm đêm trong họ Erebidae.